# Convolvulus pitardii
Convolvulus pitardii är en vindeväxtart som beskrevs av Battand.. Convolvulus pitardii ingår i släktet vindor, och familjen vindeväxter. Inga underarter finns listade i Catalogue of Life.